# 刘堡镇
刘堡镇，是中华人民共和国甘肃省天水市张家川回族自治县下辖的一个乡镇级行政单位。
2016年，甘肃省民政厅批复同意撤销刘堡乡，设立刘堡镇。

## 行政区划
刘堡镇下辖以下地区：
刘堡村、窑儿村、罗湾村、王家村、芦科村、五星村、郑沟村、赵湾村、峡里村、冯营村、王山村、小湾村、李山村、梨园村、董家村、米家村、杜家村和高家村。